# Тит Турпилий Силан
Тит Турпи́лий Сила́н (лат. Titus Turpilius Silanus; казнён в 108 году до н. э.) — римский государственный деятель из неименитого плебейского рода Турпилиев, служивший под началом Квинта Цецилия Метелла Нумидийского в звании военного трибуна или префекта во время войны с Югуртой. В деталях значительная часть его биографии остаётся не известной.

## Биография
По всей видимости, Тит по рождению принадлежал к знатному плебейскому роду Юниев Силанов, но в неизвестное время был усыновлён неким Титом Турпилием. Во время Югуртинской войны (109 год до н. э.) сопровождал Квинта Цецилия Метелла Нумидийского в Африку и служил там под его началом. Позже был назначен правителем города Вакки (ныне Беджа, Тунис) после его захвата и своим мягким характером расположил к себе местное население. Когда произошло восстание и были перебиты все римские офицеры, он единственный уцелел. Однако, вследствие интриг Гая Мария Тита после повторного захвата города обвинили в измене, и он был казнён; уже после смерти обнаружилась его невиновность.